# Cashmere Cat
Cashmere Cat, pseudonimo di Magnus August Høiberg (Halden, 29 novembre 1987), è un disc jockey e produttore discografico norvegese.

## Biografia
Dal 2006 al 2009 ha concorso al DMC World DJ Championships con il nome DJ Final.
Dal 2012 appare sulla scena internazionale in qualità di remixer, ruolo in cui ha modificato canzoni di Lana Del Rey, 2 Chainz, Jeremih e altri importanti artisti. Nell'ottobre 2012 è uscito il suo primo EP ufficiale.
Nel 2013 appare tra i crediti di produzione dell'album My Everything di Ariana Grande. Inoltre è coproduttore, tra gli altri, dei singoli Break the Rules di Charli XCX (2014), Body Language di Kid Ink (2014) e All Hands on Deck di Tinashe (2015).
Nel 2016 ha vinto il premio Spellemannprisen nella categoria miglior produttore dell'anno per i suoi lavori pubblicati nello stesso anno.

## Discografia

### Album in studio
- 2017 - 9
- 2019 - Princess Catgirl

### EP
- 2009 - What U Just Said
- 2012 - Mirror Maru
- 2013 - Mirror Maru Remix EP
- 2014 - Wedding Bells

### Singoli
- 2012 - Intuisjon/Lille
- 2012 - Nono (feat. Slick Shoota)
- 2013 - Aurora
- 2013 - With Me
- 2014 - Ice Rink (feat. Mustard)
- 2015 - Adore (feat. Ariana Grande)
- 2016 - Trust Nobody (feat. Selena Gomez & Tory Lanez)
- 2016 - Throw Myself a Party (feat. Starrah, 2 Chainz & Tory Lanez)
- 2017 - Love Incredible (feat. Camila Cabello)
- 2017 - 9 (After Coachella) (feat. MØ & Sophie)
- 2017 - Quit (feat. Ariana Grande)
- 2017 - Hopeless (feat. Halsey)